# Хлебув (Любуське воєводство)
Хлебув (пол. Chlebów, нім. Klebow) — село в Польщі, у гміні Машево Кросненського повіту Любуського воєводства.
Населення — 49 осіб (2011).
У 1975-1998 роках село належало до Зеленогурського воєводства.

## Демографія
Демографічна структура станом на 31 березня 2011 року:
|          | Загалом | Допрацездатний вік | Працездатний вік | Постпрацездатний вік |
| -------- | ------- | ------------------ | ---------------- | -------------------- |
| Чоловіки | 26      | 6                  | 19               | 1                    |
| Жінки    | 23      | 4                  | 13               | 6                    |
| Разом    | 49      | 10                 | 32               | 7                    |